# 南川水库
南川水库是中国湖北省咸宁市咸安区境内的一座水库，位于淦河上，建于1976年。水库正常库容为2590万立方米，集雨面积为80平方千米，海拔为104米。